# Dirk Wears White Sox
Albums de Adam and the Ants
Kings of the Wild Frontier
(1980)
Dirk Wears White Sox est le 1er album de Adam and the Ants.

## Titres
| No  | Titre                                    | Durée |
| --- | ---------------------------------------- | ----- |
| 1.  | Cartrouble                               |       |
| 2.  | Kick!                                    |       |
| 3.  | Digital Tenderness                       |       |
| 4.  | Nine Plan Failed                         |       |
| 5.  | Family Of Noise                          |       |
| 6.  | Tabletalk                                |       |
| 7.  | Zerox                                    |       |
| 8.  | Cleopatra                                |       |
| 9.  | Never Trust A Man (With Egg On His Face) |       |
| 10. | Animals And Men                          |       |
| 11. | The Idea                                 |       |
| 12. | Whip In My Valise                        |       |
| 13. | Catholic Day                             |       |
| 14. | The Day I Met God                        |       |

## Source
- (en) Dirk Wears White Sox